# San Giorgio Albanese
Pour les articles homonymes, voir Albanese.
San Giorgio Albanese est une commune de la province de Cosenza, dans la région de Calabre, en Italie.

## Histoire
La commune tire son nom (Albanese) des Albanais fuyant l’avance ottomane, qui s’y sont installés au XVe siècle. Ces Albanais, les Arbëresh, ont gardé une forte identité, parlant toujours leur langue, l’arbërisht. Dans leur dialecte, albanais teinté d’italien, le village se nomme Mbuzati.

## Administration
| Période                                  | Période | Identité | Étiquette | Qualité |
| ---------------------------------------- | ------- | -------- | --------- | ------- |
|                                          |         |          |           |         |
| Les données manquantes sont à compléter. |         |          |           |         |

### Hameaux
Colucci, Palombara, Pantanello

### Communes limitrophes
Acri, Corigliano Calabro, San Cosmo Albanese, Vaccarizzo Albanese